# گمشده در پژواک
"گمشده در پژواک" (به انگلیسی: Lost in the Echo)دومین تک‌آهنگ و اولین قطعهٔ آلبوم پنجم لینکین پارک، چیزهای زنده، در ۸ اکتبر ۲۰۱۲ در سبک الکترونیک راک، آلترنتیو راک و رپ راک منتشر شد و در کل توانست نظر مثبت منتقدان موسیقی را جلب کند.

## پیش زمینه
همان‌طور که در ویدئوی ساخت آلبوم به نام درون موجودات زنده نشان داده شد، عنوان کاری این ترانه "Holding Company" بود. گروه کار ضبط ترانه را در مارس ۲۰۱۲ آغاز کرد. مایک شینودا تهیه‌کننده و رپر گروه، در مصاحبه با هافینگتون پست این آهنگ را یکی از لحظاتی دانست که نشان می‌دهد کل آلبوم در مورد چیست و به نظر گروه این اولین بار در طول این چند سال بود که از کار راضی بوده و واقعاً خوب کار کرده‌اند.
این تک‌آهنگ در ابتدا قرار بود در ۲۳ ژوئیه ۲۰۱۲ منتشر شود اما با تأخیر در ۱۹ اکتبر منتشر شد. ترانه را هر دو خواننده مایک شینودا و چستر بنینگتون اجرا می‌کنند.

## موزیک ویدئو
فیلمبرداری این ویدئو در اول ژوئیه در دیترویت میشیگان آمریکا آغاز شد. این ویدئو را "Jason Zada" و "Jason Nickel" کارگردانی کرده‌اند. از بازیگران این ویدئو می‌توان "Carly Francavilla" و "Melanie Boria" مدل و"Gino the Ghost" رپر -که نقش اصلی را در ویدئو دارد- را نام برد. نسخهٔ اولیه‌ای که در ۲۹ اوت از این ویدئو منتشر شد یک نسخهٔ تعاملی بود که بینندگان با اتصال به فیس بوک می‌توانستند ویدئو را مشاهده کنند. به این ترتیب تصاویری که در فیس بوک خود به اشتراک گذاشته بودند در ویدئو نمایش داده می‌شد و همان‌طور که مایک شینودا در مصاحبه‌های مختلف گفته بود، بیننده خاطرات شخصی خود را در ویدئو می‌دید و به واقع معنای شخصی بودن آلبوم را درک می‌کرد.
ترانه و ویدئو هر دو نظرات مثبت منتقدان را به خود جلب کردند اگرچه بیشتر منتقدان عقیده داشتند دیدن عکس‌های فیس بوکی در ویدئو، خنده دار و طنز می‌شود.
در ۴ سپتامبر نسخهٔ اصلی و غیر تعاملی ویدئو در یوتیوب اصلی گروه منتشر شد. در این ویدئو گروه نشان داده نمی‌شوند و داستان تقریباً در یک فضای غیرعادی و آخرالزمانی اتفاق می‌افتد، جایی که دیگر عکسی وجود ندارد. مردی که یک چمدان در دست دارد وارد یک ساختمان مخروبه می‌شود. به محض رسیدن افرادی دور او جمع می‌شوند و مرد شروع می‌کند به توزیع عکس‌ها بین آن‌ها. در ویدئوی تعاملی هر فرد بیننده عکس‌های به اشتراک گذاشتهٔ خود روی فیس بوک را مشاهده می‌کرد اما در ویدئوی غیر تعاملی این عکس‌ها سیاه دیده می‌شوند. پس از اینکه بازیگران عکس‌ها را مشاهده می‌کنند یک واکنش عاطفی شدید در آنها رخ می‌دهد و خاطرات قدیمیشان جلوی چشمشان می‌آید. بعد از آن ترک می‌خورند، به گرد و غبار تبدیل و یک باره نابود می‌شوند. در پایان، مرد دوباره عکس‌ها را به چمدان برگردانده و از ساختمان خارج می‌شود.

## رتبه در جدول
| جدول ۲۰۱۲                             | رتبه در جدول |
| ------------------------------------- | ------------ |
| بلژیک (Ultratip Flanders)             | ۸۳           |
| فرانسه (SNEP)                         | ۱۵۰          |
| آلمان (Media Control AG)              | ۶۸           |
| کره جنوبی (Gaon Chart)                | ۷            |
| تک‌آهنگهای انگلستان                    | ۱۷۵          |
| راک انگلستان                          | ۴            |
| ۱۰۰ برتر بیلبورد آمریکا               | ۹۵           |
| بیلبورد آمریکا: راک                   | ۱۰           |
| بیلبورد آمریکا: آهنگ‌های آلترنیتیو     | ۱۸           |
| بیلبورد آمریکا: برترین آهنگهای جریانی | ۹            |